# مارتین وارتازاریان
مارتین تسولاکی واردایان (ارمنی: Մարտին Ցոլակի Վարդազարյան؛  زادهٔ ۴ آوریل ۱۹۳۸) موسیقی‌دان سبک جاز اهل ارمنستان است. وی از سال میلادی تاکنون مشغول فعالیت بوده است.

## زندگی‌نامه
وی در ۴ آوریل ۱۹۳۸ در ایروان به دنیا آمد و از کنسرواتوار دولتی کومیتاس ایروان فارغ‌التحصیل گشت. وی عضو اتحادیه آهنگسازان ارمنستان بود. وی همچنین برندهٔ جوایزی همچون هنرمند مردمی جمهوری ارمنستان (۲۰۱۱)، نشان درجه یک خدمات میهن‌پرستانه و شهروند افتخاری ایروان شده است.

## نگارخانه

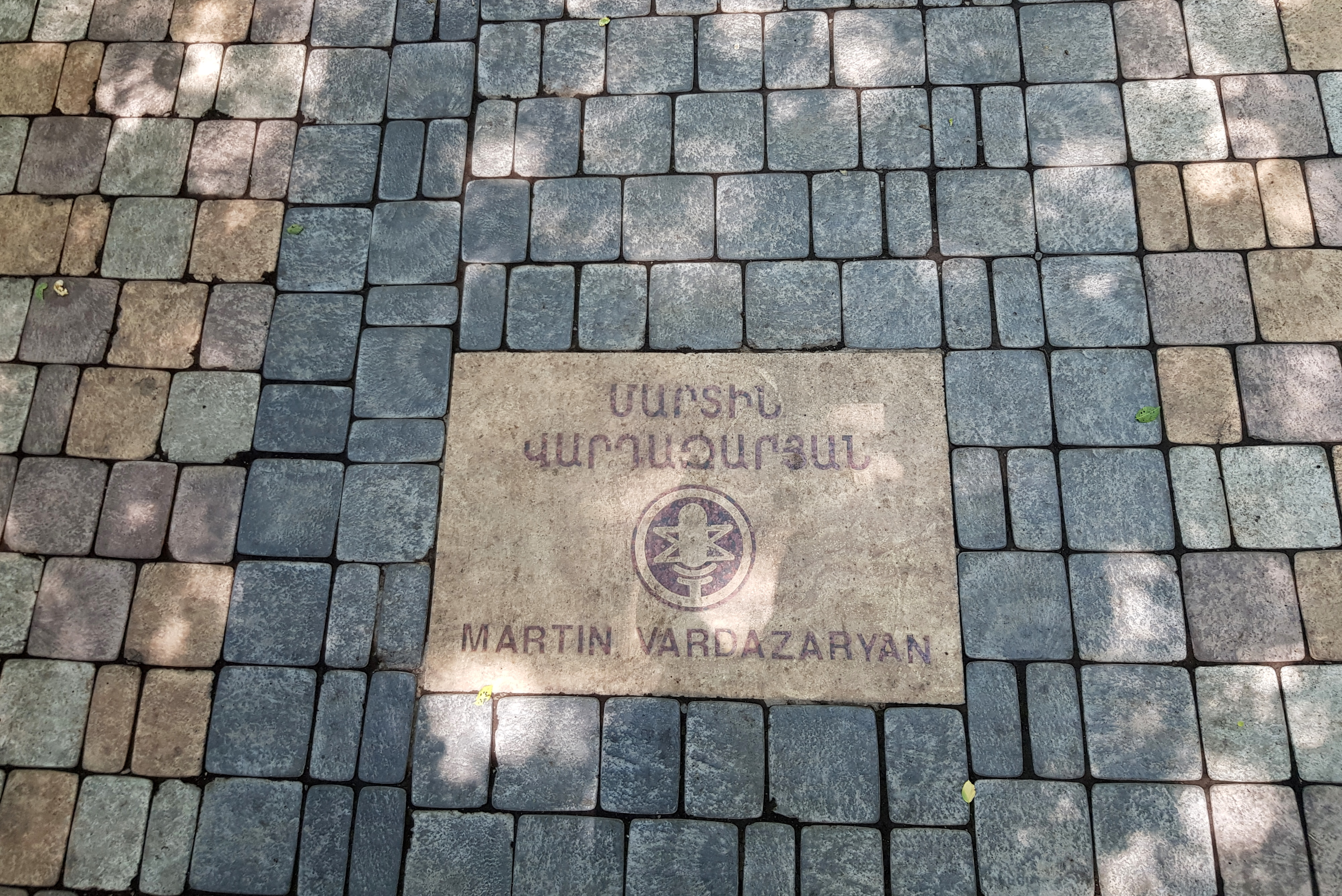

## آثار
- لنین و علی